# Meschers-sur-Gironde
Meschers-sur-Gironde é uma comuna francesa na região administrativa da Nova Aquitânia, no departamento de Charente-Maritime. Estende-se por uma área de 15,98 km². Em 2010 a comuna tinha 3 189 habitantes (densidade: 199,6 hab./km²).